# Hans Tichy (Mediziner)
Johannes Alois Karl Tichy (geboren am 8. Mai 1888 in Schreiberhau; gestorben am 15. Januar 1970 in Dresden) war ein deutscher Balneologe und Rheumatologe sowie Professor der Medizinischen Akademie „Carl Gustav Carus“.

## Leben
Hans Tichy war der Sohn von Johann Tichy und dessen Frau Emilie, geborene Partsch. Sein Vater war Glasmalermeister an der Schaffgotschen Glashütte von Schreiberhau, seine Mutter war die Tochter von Alois Partsch (1821–1892), seinerzeit kaufmännischer Direktor der 1842 als „Josephinenhütte“ eröffneten Glashütte. Sein Onkel war der Geograph Joseph Partsch.
Nach Grundschule in Schreiberhau und 1907 bestandenem Abitur am Gymnasium von Hirschberg begann Hans Tichy das Studium der Medizin an der Universität Breslau, wechselte aber 1910 an die Universität Marburg. Nach erfolgreichem Staatsexamen im Jahr 1913, Praktischem Jahr an der Chirurgischen Universitätsklinik und Medizinischen Poliklinik Marburg wurde ihm 1914 die Approbation erteilt, zudem wurde er 1914 mit der Dissertation „Klinischer und experimenteller Beitrag zur Operation der Wanderniere“ promoviert.
Es folgte eine kurze Zeit als Volontär und Assistenzarzt am Pathologisch-Anatomischen Institut der Universität Leipzig, die mit Beginn des Ersten Weltkriegs endete. Während des Krieges wurde Tichy am Lazarett in Constanța und am Reservelazarett in Freiberg eingesetzt. Seine Ausbildung zum Facharzt für Chirurgie und Orthopädie setzte er 1919 an der Chirurgischen Universitätsklinik in Marburg fort. Nach bestandener Prüfung kehrte er 1921 nach Schreiberhau zurück, wo er zunächst eine Praxis, 1923 eine chirurgische Privatklinik gründete. Zugleich widmete er sich als Arzt der Kreis-Krüppelfürsorge im Landkreis Hirschberg.
Im Jahr 1937 übernahm Hans Tichy die Leitung der Rheumaforschungsstelle und der Rheumaklinik der Universität Breslau in Bad Warmbrunn, wo er bereits zuvor als Kurarzt gearbeitet hatte. In Bad Warmbrunn diente er während des Zweiten Weltkriegs als Chefarzt des Reservelazaretts. Nach kurzer Kriegsgefangenschaft war er von 1945 bis 1947 am Rheumaforschungsinstitut in Bad Elster tätig, wo ihm nach dem Entnazifizierungsverfahren gekündigt wurde. Im Jahr 1948 zog er nach Dresden, um als Chefarzt am privaten Rheumainstitut Klotzsche zu arbeiten, das sich unter seiner Leitung und nach dem Übergang in Volkseigentum zum Institut für Rheumaforschung und Rheumabekämpfung der DDR, wie es ab 1951 hieß, entwickelte.
Im Jahr 1955 erhielt er einen Lehrauftrag an der 1954 gegründeten Medizinischen Akademie „Carl Gustav Carus“, an der er 1956 zum Professor ernannt wurde. Im Jahr 1966 ging er als Leiter des Instituts für Rheumaforschung in den Ruhestand, blieb aber dessen Bibliotheksleiter. Sein Sohn war der 1921 geborene Geograph Franz Tichy.

## Ehrungen
Für seine Leistungen wurde Hans Tichy mehrfach ausgezeichnet. Im Jahr 1952 wurde ihm der Ehrentitel Verdienter Arzt des Volkes verliehen, 1962 bekam er zusammen mit Karl Seidel und Gerhard Heidelmann den Rudolf-Virchow-Preis der Deutschen Demokratischen Republik, 1963 schließlich die Hufeland-Medaille der DDR. Außerdem wurde ihm 1957 der Vaterländische Verdienstorden in Bronze verliehen. Hans Tichy war Ehrenmitglied in der Deutschen Gesellschaft für Rheumatologie, zudem in der Schwedischen und der Italienischen Gesellschaft für Rheumatologie. Im Dresdner Stadtbezirk Klotzsche ist eine Straße nach ihm benannt.

## Schriften (Auswahl)
- mit Gustav Velde, Viktor Schilling, Hanns Schwarz, Karl-Heinz Elsaesser: Renten- und Invaliditätsbegutachtung bei Rheumatismus, Diabetes mellitus, Blutschädigungen und Nervenkrankheiten. Barth, Leipzig 1954.
- mit Karl Seidel, Gerhard Heidelmann: Lehrbuch der Rheumatologie. VEB Verlag Volk und Gesundheit, Berlin 1959 (2. Auflage 1962).
- Die rheumatischen Krankheiten: Grundlagen, Methoden und Aufgaben einer erweiterten Vorsorge und Betreuung. VEB Verlag Volk und Gesundheit, Berlin 1962.
- Infektion und Herdinfektion in der Rheumatologie (= Der Rheumatismus. Band 40). Steinkopff, Darmstadt 1967.